# Kung Fu Panda 2

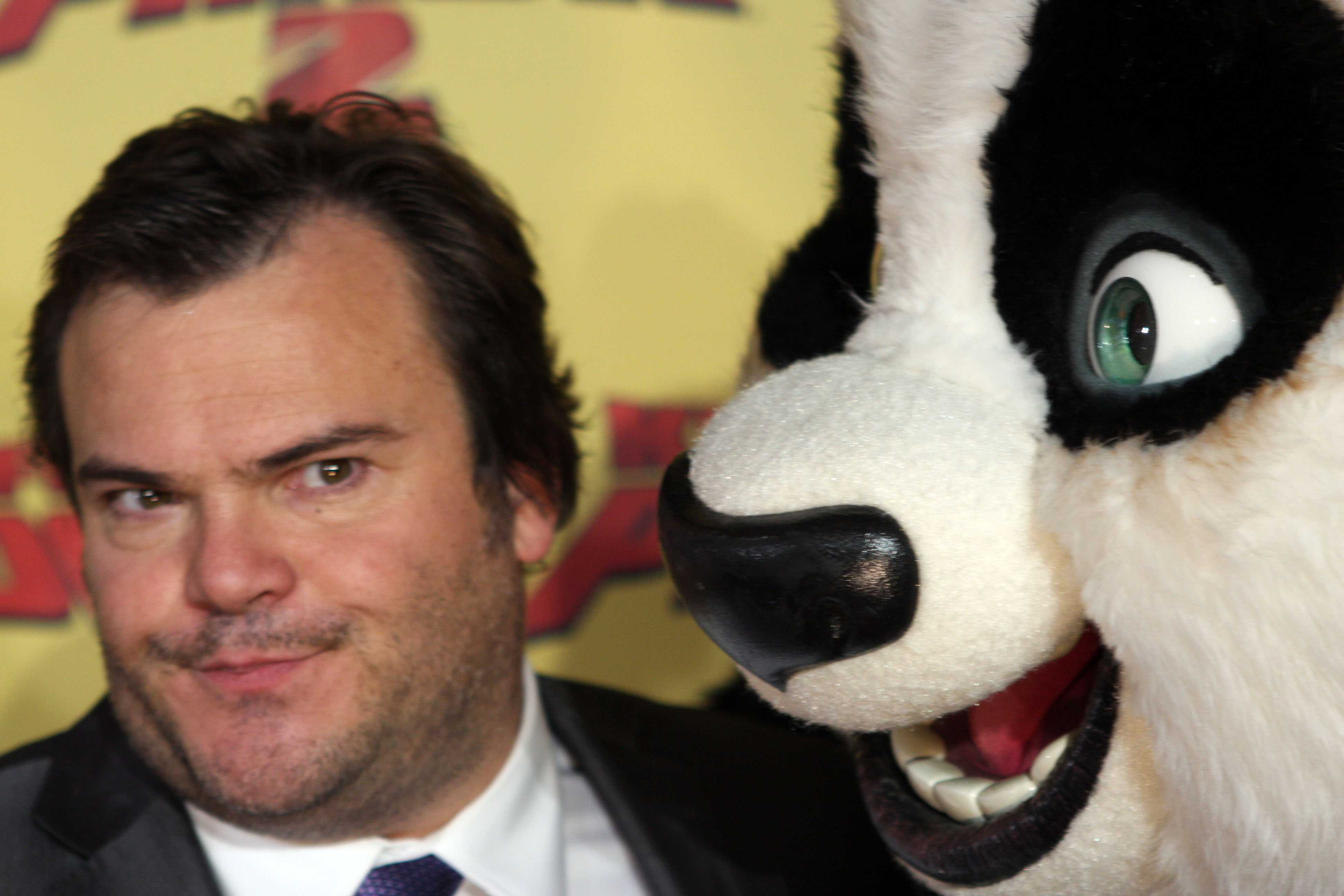
Kung Fu Panda och Jack Black i Sydney

Kung Fu Panda 2 är en amerikansk animerad dramakomedifilm (3D-film) från 2011, regisserad av Jennifer Yuh Nelson, producerad av DreamWorks och distribuerad av Paramount Pictures. Filmen är uppföljaren till 2008 års Kung Fu Panda.

## Handling
Pos drömmar har slagit in. Nu är han den legendariska Drakkrigaren, som beskyddar Fredens Dal tillsammans med de andra kung fu-hjältarna, De fruktade fem: Mästare Tigrinnan, Mästare Tranan, Mästare Syrsan, Mästare Viper och Mästare Apan. När en ny fiende dyker upp måste Po och De fruktade fem beskydda hela Kina och rädda Kung Fun.

## Röstskådespelare i original
- Jack Black - Po
- Angelina Jolie - Tigrinnan
- Dustin Hoffman - Shifu
- Gary Oldman - Lord Shen
- Seth Rogen - Syrsan
- Lucy Liu - Viper
- David Cross - Tranan
- Jackie Chan - Apan
- James Hong - Herr Ping
- Michelle Yeoh - Sierskan
- Danny McBride - Vargbossen
- Dennis Haysbert - Stormande oxen
- Jean-Claude Van Damme - Krokodilen
- Victor Garber - Dundrande noshörningen
- Fred Tatasciore - Pappa Panda
- Lauren Tom - Får
- Conrad Vernon - Vildsvin
- Jeremy Shipp - Dumpling Bunny
- Liam Knight - Po som liten

## Svenska röster
- Lawrence Mackrory - Po
- Anneli Heed - Tigrinnan
- Claes Ljungmark - Mäster Shifu
- Thomas Hanzon - Lord Shen
- Hasse Brontén - Syrsan
- Josephine Bornebusch - Viper
- Jakob Stadell - Tranan
- Janne Westerlund - Apan
- Calle Carlswärd - Herr Ping
- Marie Richardson - Sierskan
- Jan Åström - Vargbossen
- Max Lorentz - Stormande oxen
- Christian Fex - Dundrande noshörningen